# Unión Republicana Femenina
La Unión Republicana Femenina fue una organización española creada por Clara Campoamor en noviembre de 1931. Se centró en promover las campañas a favor del sufragio femenino combinando con actividades políticas y las culturales. Si bien desde su fundación se estableció como una organización autónoma, en enero de 1935 se sumó a Izquierda Republicana de manera que se constituyó como la sección femenina de este partido en cierto sentido

## Antecedentes
Históricamente las mujeres estuvieron relegadas a un papel secundario en la política, a menudo únicamente acudiendo a actos con sus maridos, esto comenzó a cambiar durante la segunda república y proliferaron asociaciones políticas femeninas. El 1 de octubre de 1931 se aprobó en Cortes el artículo constitucional que consagró el derecho al voto femenino ganando el sí por 161 votos frente a 121. En las Cortes solo había tres mujeres, dos ellas, la propia Clara Campoamor y Victoria Kent, protagonizaron las posturas contrapuestas.

## Objetivo y actividades
El objetivo era preparar a la mujer para el ejercicio de sus deberes cívicos en defensa de la República con conferencias y cursos sobre temas políticos y culturales.
Como ejemplo de las actividades en marzo de 1932: el sábado 26 de marzo Carmen Torres de Vega pronunció una conferencia en la sede sobre «Abolicionismo», el lunes 28 se realizó una lectura y comentario del libro Cartas a una muchacha sobre Derecho Civil, de Ángel Ossorio y Gallardo; el martes 29 hubo reunión y acuerdo de la Comisión de Derecho matrimonial; el miércoles 30, reunión de la Comisión de Derecho electoral; el jueves 31 conferencia de Dolores Ocaña sobre «Agustina de Aragón y Mariana Pineda», y el viernes 1 de abril conferencia del político gallego Basilio Álvarez

## Sede
La sede de la Unión Republicana Femenina en Madrid estuvo en el número 6 de la calle Fuencarral.